# Кировский регион Горьковской железной дороги
Ки́ровский регион Го́рьковской желе́зной доро́ги — один из 5 регионов Горьковской железной дороги, обслуживает железнодорожную инфраструктуру на территории Кировской области и частично Удмуртии. Второй регион ГЖД по протяжённости путей после Нижегородского. Является узловым, связывает ГЖД с Северной железной дорогой и Свердловской железной дорогой. Через Кировский регион ГЖД проходят Северный и Новый ходы Транссибирской железнодорожной магистрали.
В Кировском регионе ГЖД находятся крупные станции: Киров, Киров-Котласский, Чепецкая, Котельнич I, Лянгасово, Мураши, Пинюг, Луза, Глазов, Зуевка, Яр, Балезино. Локомотивные депо: Лянгасово, Киров и другие.
Штаб Кировского региона ГЖД расположен в городе Кирове, Кoмcoмольская ул., д. 24.
Заместитель начальника ГЖД по Кировскому региону — Сергей Шагалов.

## История
Образован 1 июля 2010 года из одноимённого отделения.